# 锦屏镇 (丘北县)
锦屏镇，是中华人民共和国云南省文山壮族苗族自治州丘北县下辖的一个乡镇级行政单位。

## 行政区划
锦屏镇下辖以下地区：
振兴社区、彩云社区、常青社区、东湖社区、聚秀社区、瑞祥社区、下寨村、马头山村、密纳村、碧松就村、祥启村和清平村。